# والری هاروتیونوف (خواننده اپرا)
والری آپرسی هاروتیونوف (ارمنی: Վալերի Ապրեսի Հարությունով؛  زادهٔ ۸ اکتبر ۱۹۴۱ - درگذشته ۲۲ آوریل ۲۰۱۷)  آموزگار موسیقی  و خواننده اپرا باس اهل ارمنستان بود.

## زندگی‌نامه
وی در ۸ اکتبر ۱۹۴۱ در باکو به دنیا آمد و از کالج موسیقی تحت کنسرواتوار ملی جمهوری آذربایجان (۱۹۶۹) و کنسرواتوار دولتی کومیتاس ایروان (۱۹۷۴) فارغ‌التحصیل گشت. وی در هنرستان قازارس ساریان و کنسرواتوار دولتی کومیتاس ایروان فعالیت می‌کرد. همچنین برندهٔ جوایزی همچون هنرمند شایسته ارمنستان شوروی (1982)، مدال طلای وزارت فرهنگ جمهوری ارمنستان و نشان افتخار ساهاک مقدس-مسروپ مقدس شده است. وی در ۲۲ آوریل ۲۰۱۷ در سن ۷۵ سالگی در ایروان درگذشت.